# فهرست گونه‌های دوزیستان آکواریوم آب شیرین

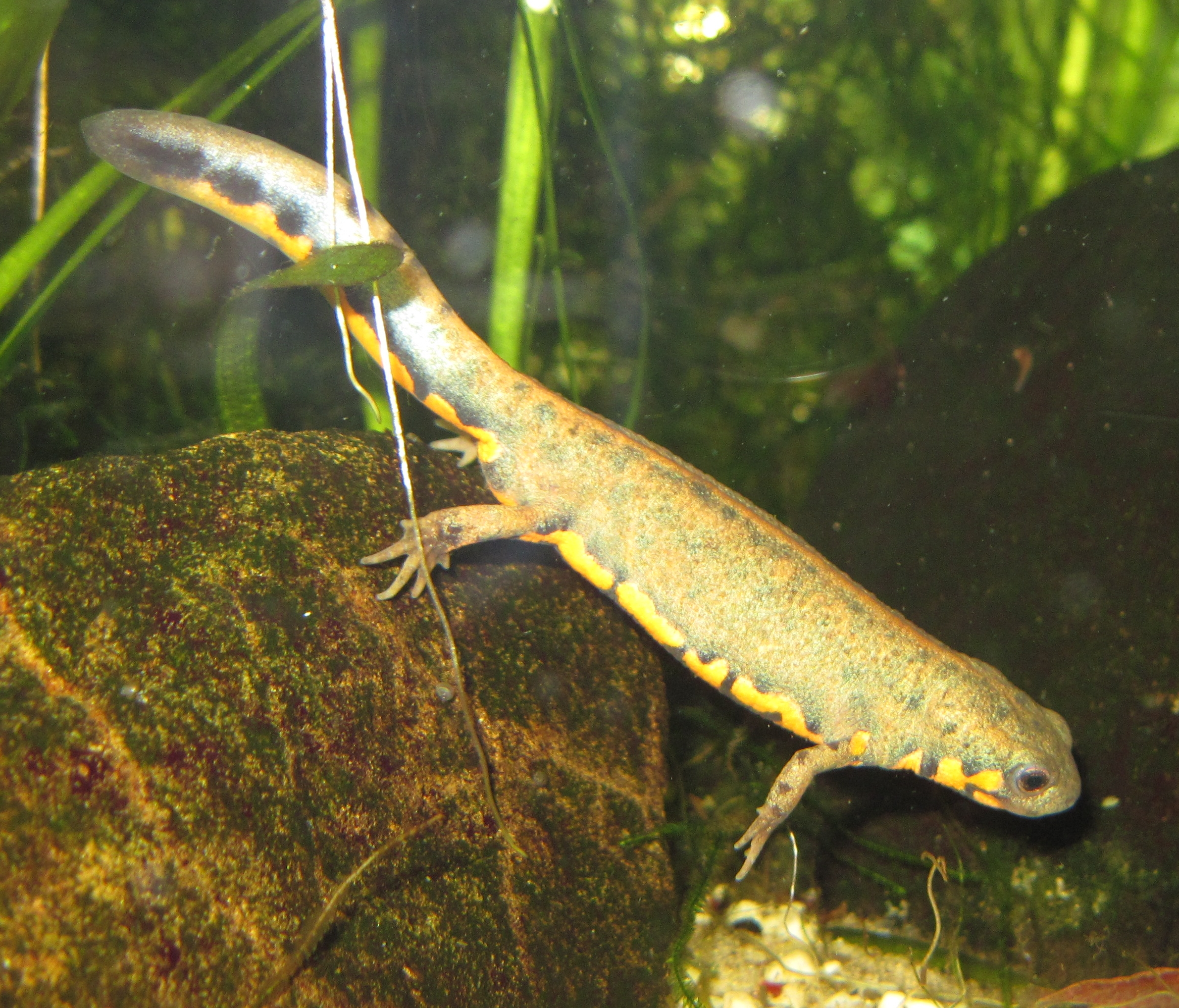
سمندر آتش دل

امروز طیف گسترده‌ای از قورباغه‌ها، سمندرها و سمندرک‌های آبی وجود دارد که می‌توان آنها را در آکواریوم نگهداری کرد.

## قورباغه‌های آبزی
- قورباغه کوتوله آفریقایی - Hymenochirus boettgeri یا Hymenochirus curtipes
- قورباغه پنجه دار آفریقایی - Xenopus laevis
- قورباغه شناور اندونزیایی - Occidozyga lima
- قورباغه پنجه دار غربی - Xenopus tropicalis
- وزغ سورینام معمولی - Pipa pipa

## سمندرک‌ها
- سمندرک پارویی دم
- سمندرک آتش‌دل چینی
- سمندرک پارویی-دم خالدار

## سمندرها
- سمندر زیرزمینی
  - سمندر مکزیکی
- آژیر
- توله گلی
- سمندرهای ماری
- سمندر آبی (Cryptobranchus alleganiensis)
- سمندر غول پیکر (Cryptobranchidae)

## برهنه‌مارها
- بی پای فلفلی
- مارماهی لاستیکی